# John Kjellman

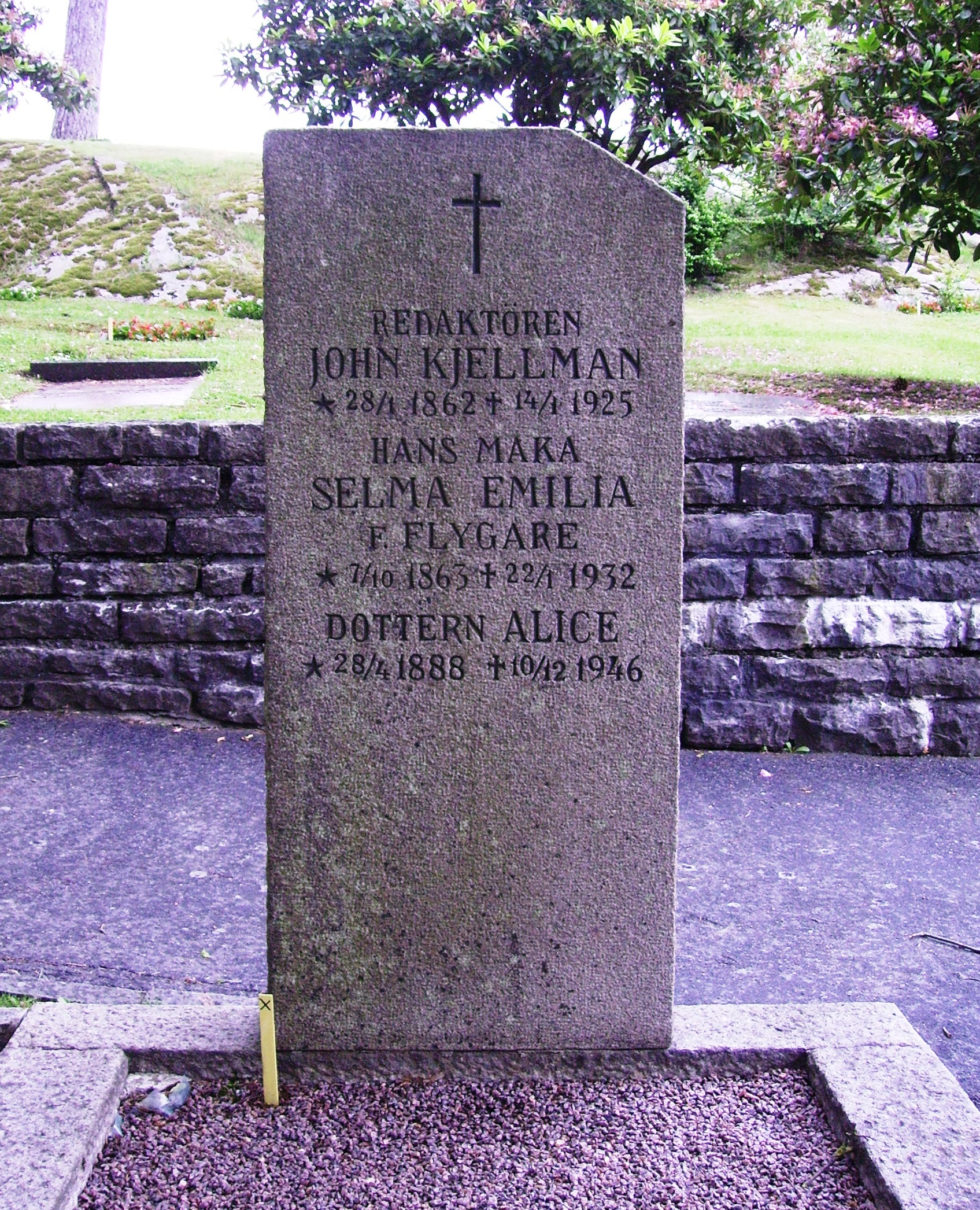
John Kjellmans gravvård (med felaktigt födelsedatum) på Örgryte nya kyrkogård.

Johan "John" August Kjellman, född 18 januari 1862 i Söderköping, död 14 januari 1925, var en svensk redaktör. Han var far till James Kjellman (1890–1961).

## Begynnelsen inom arbetarrörelsen
Kjellman härstammade från trakten av Söderköping, var utbildad korgmakare, som år 1880 flyttade till Göteborg och tog värvning vid Göta artilleriregemente. När hans korgmakeri sedermera gick i konkurs startade han tillsammans med Pehr Erikson tidningen Folkets Röst 1887, där Kjellman var utgivare och Erikson redaktör. 1882 övertog Erikson även utgivarskapet.
Kjellman kom alltså i kontakt med den tidiga arbetarrörelsen. Vid sidan av journalistiken ägnade sig både Erikson och Kjellman åt organisationen av Göteborgs arbetarekommun. Kjellman verkade som agitator i västra Sverige. Folkets Röst erhöll erkänsla som officiellt distriktsorgan. Kjellman blev ordförande för SAP:s Göteborgsavdelning, men avgick 1889. Därefter miste han kontrollen över tidningen också, som han motarbetade tills den lades ned 9 november 1889. Från och med 1890 börjar han kalla sig för f.d. socialist och utgav pamfletten Fyra år inom socialistlägret (1892). Istället försökte han bilda icke-socialistiska "fosterländska" arbetarföreningar, vidare startade han en nykterhetsförening med pengar från familjen Dickson samt Nykterhets-Tidningen, och verkade åter som agitator i Västsverige. Från 1895 utgav han Folk-Tidningen.

## Högerut
År 1898 deklarerar Kjellman sin övergång till konservatismen, och följande år flyttade han till Skara. I Skara utgav han Westergötlands Nyheter. Då hade han skaffat sig fiender hos arbetarrörelsen och nykterhetsrörelsen. År 1900 kom han till Härnösand för att verka i Västernorrlands Allehanda. År 1905 övertar Kjellman åter Västergötlands Annonsblad, som tidningen i Skara numera hette. Samma år startade han Skara-Posten. Men redan 1907 lämnar han tidningarna. 
År 1910 grundades tidningen Landsbygden i Falköping av Carl Berglund med Kjellman som redaktör. Året 1912 lämnade han Falköping på grund av samarbetsproblem med Berglund. Elfrid Dürango blev tidningens nye redaktör 1913. Ett halvår senare råkade även han i onåd hos Berglund och sparkades. En strid om redaktörskapet och om en plats inom bonderörelsen utkämpades mellan Kjellman och Dürango. Dürango startade Jorden och Folket, som blev organ för Jordbrukarnas Riksförbund. Kjellman återvände 1917 till Göteborg, efter att ha varit med om att grunda Bondeförbundet. I opposition mot Berglund grundade han Landsbygdens Tidning och Bondetidningen i Göteborg. År 1919 tvingades Kjellman bort från redaktörskapet, men lämnade sedermera också Bondeförbundet. 
Han är begravd på Örgryte nya kyrkogård i Göteborg.